# سیارک ۴۴۳
سیارک ۴۴۳ (به انگلیسی: 443 Photographica، نامگذاری:1899EF) چهارصد و چهل و سومین سیارک کشف شده‌است که در ۱۷ فوریه ۱۸۹۹ و در هایدلبرگ کشف شد.
قدر مطلق سیارک برابر ۱۰٫۲۸ است.